# Eparchie jenisejská
Eparchie Jenisejsk je eparchie ruské pravoslavné církve nacházející se v Rusku.

## Území a titul biskupa
Zahrnuje správní hranice území Bolšemurtinského, Jenisejského, Kazačinského, Motyginského, Pirovského, Severo-Jenisejského, Suchobuzimského rajónu a městského okruhu Jenisejsk a Lesosibirsk Krasnojarského kraje.
Eparchiálnímu biskupovi náleží titul biskup jenisejský a lesosibirský.

## Historie
Roku 1681 bylo na moskevské synodě navrženo vytvoření jenisejské eparchie ale k jejímu založení došlo až roku 1861 a byla pojmenována jako Jenisejsk a Krasnojarsk. Sídlem eparchie však bylo město Krasnojarsk. Až do roku 1934 nosily biskupové eparchie titul biskup jenisejský a krasnojarský.
Dne 30. května 2011 byla Svatým synodem zřízena samostatná jenisejská eparchie oddělením území z krasnojarské eparchie.
Dne 6. října 2011 byla eparchie jenisejská a Eparchie krasnojarská zahrnuta do nově vzniklé krasnojarské metropole.
Dne 30. května 2014 byla z části území eparchie Svatým synodem zřízena norilská eparchie.

## Seznam biskupů

### Eparchie jenisejská a krasnojarská
- 1861–1870 Nikodim (Kazancjev)
- 1870–1873 Pavel (Popov)
- 1873–1881 Antonij (Nikolajevskij)
- 1881–1886 Isaakij (Položenskij)
- 1886–1892 Tichon (Troickij-Doněbin)
- 1892–1894 Alexandr (Bogdanov)
- 1894–1898 Akakij (Zaklinskij)
- 1898–1913 Jevfimij (Sčastněv)
- 1913–1917 Nikon (Bessonov), vrácen do sekulárního stavu a zbaven kněžství
- 1917–1922 Nazarij (Andrejev)
- 1919–1919 Zosima (Sidorovskij), dočasný administrátor
- 1925–1928 Amfilochij (Skvorcov), svatořečený mučedník
- 1927–1928 Nikon (Děgťarenko)
- 1928–1928 Dimitrij (Vologodskij)
- 1928–1931 Melchisedek (Pajevskij)
- 1931–1931 Dimitrij (Vologodskij)
- 1931–1933 Pavel (Pavlovskij)
- 1933–1934 Antonij (Milovidov)
- 1934–1935 Feofan (Jelanskij)
- 1935–1936 Serafim (Zborovskij)
- 1936–1937 Sergij (Kuminskij)

### Jenisejská eparchie
- 2011–2014 Nikodim (Čibisov)
- 2014–2018 Nikanor (Anfilatov)
- 2018–2019 Panteleimon (Kutovoj), dočasný administrátor
- od 2019 Ignatij (Golinčenko)